# Liste de musées au Japon
Cette page présente une liste de musées au Japon.

## Préfecture de Tōkyō
- Asakura Choso Museum
- Basho Museum, site web
- Musée d'art Bridgestone Tokyo
- Centre national des Arts de Tokyo
- Musée national d'Art moderne de Tokyo
- Musée d'Edo-Tokyo
- Musée d'architecture en plein air d'Edo-Tokyo
- Fuchu Art Museum (ja)
- Fukagawa Edo Museum
- Hara Museum of Contemporary Art
- Musée d'Art Machiko-Hasegawa
- Musée d'art Idemitsu
- Kyodo no mori Fuchū
- Musée d'art de Meguro
- Mitika City Gallery of Art
- Musée Mitsuo Aida, site web
- Musée d'art Mori
- Musée d'art moderne de Tōkyō
- Musée Ghibli, à Mitaka
- Musée d'art Matsuoka (ja), site web
- Musée national de l'art occidental
- Museum of Art[évasif]
- Musée d'Art contemporain de Tokyo
- Musée océanographique de Tokyo
- National Film Archive of Japan
- National Museum of Emerging Science and Innovation
- Musée national de la nature et des sciences de Tokyo
- Nakagawa Funabansho Museum
- New Otani Art Museum
- Ome Kimono Museum
- Sawanoi Museum of Traditional Japanese Ornaments
- Seiji Togo Memorial SOMPO JAPAN Museum of Art, site web
- Science Museum, site web
- Musée de Shitamachi
- Sogetsu Art Museum
- Sugino Costume Museum, site web
- Suntory Museum of Art, site web
- Takagi Bonsai Museum
- Musée Okamoto Tarō Kinenkan (ja), site web
- Musée d'Artisanat folklorique japonais
- Musée de l'épée japonaise
- Musée d'art d'Okura
- Musée d'art Seikadō Bunko
- The Shoto Museum of Art
- Toguri Museum of Art, site web
- Tokyo Metro Museum
- Tokyo Port Museum
- Musée d'art métropolitain de Tokyo
- Musée métropolitain de photographie de Tokyo
- Musée national de Tokyo
- Université des arts de Tokyo
- Tokyo Tower Wax Museum
- Ōta Memorial Museum of Art (Ukiyo-e)
- Musée d'art Yamatane
- Yayoi Museum, Takehisa Yumeji Museum

## KyōtoetPréfecture de Kyōto
- Asahi Group Oyamazaki Villa Museum of Art à Ōyamazaki, site web
- Musée de la ville de Fukuchiyama à la mémoire de Satō Taisei à Fukuchiyama, site web
- Garden of Fine Arts, site web
- Musée Hosomi
- Insho-Domoto Museum of Fine Arts, site web
- Jôtenkaku Museum, site web
- Kitamura Museum
- Kyoto International Manga Museum
- Kyoto Railway Museum
- Musée municipal d'art de Kyoto
- Musée national de Kyōto
- Nomura Art Museum, site web
- Sen-oku Hakuko Kan - Sumitomo Collection
- Shōkadō à Yawata
- Musée d'art moderne de Kyoto
- Volks Tenshi no sato - Kachu an (Musée en mémoire de Takeuchi Seihō), site web
- Yurinkan Museum, site web
- Musée du canal du lac Biwa
- Musée d'histoire de Ryozen
- Musée des kanji

## ŌsakaetPréfecture d'Ōsaka
- Musée d'art Fujita
- Musée des Beaux-Arts Itsuō à Ikeda
- Kirin Plaza Osaka
- Musée des Beaux-Arts Kubosō à Izumi
- Musée des Beaux-Arts Masaki à Tadaoka
- Musée du Monorail d'Ōsaka, site web
- Musée national d'art
- Centre d'art contemporain d'Osaka
- Musée municipal des Beaux-Arts d'Osaka
- Rinku Contemporary Art Space
- Suntory Museum, site web
- Musée de la céramique orientale
- Musée des Beaux-Arts de Nakanoshima
- Musée Yuki
- Musée de l'histoire d'Osaka
- Musée des sciences d'Osaka
- Musée préfectoral Chikatsu Asuka d'Osaka
- Musée national d'ethnologie, à Suita
- Musée Momofuku Ando
- Musée en plein air des fermes japonaises

## Préfecture d'Aichi
- Aichi Prefectural Ceramic Museum, à Setoshi, (ja) site web
- Aichi Prefectural Museum of Art, à Nagoya (Higashi-ku), (en) site web
- D. Museum, à Nagoya (Nakamura-ku), (ja) site web
- Furukawa Art Museum, à Nagoya (Chikusa-ku), (ja) site web
- Hekinan City Tatsukiji Fujii Museum of Contemporary Art, à Hekinan, (ja) site web
- Hori Art Museum, à Nagoya (Higashi-ku), (ja) site web
- Ichinomiya City Memorial Art Museum of Setsuko Migishi, à Ichinomiya, (en) site web
- Inazawa City Oguiss Memorial Art Museum, à Inazawa, (ja) site web
- International Design Center NAGOYA Inc., à Nagoya (Naka-ku), (en) site web
- Kamiya Art Museum, à Handashi, (ja) site web
- Kariya City Art Museum, à Kariya, (ja) site web
- Kasugai City Tofu Memorial Museum, à Kasugai, (ja) site web
- Kawara Museum, à Takahama, (ja) site web
- Kiyosu City Haruhi Art Museum, à Kiyosu, (ja) site web
- Kuwayama Art Museum, à Nagoya (Shōwa-ku), (ja) site web
- Maspro Art Museum, à Nisshin, (ja) site web
- Meito Art Museum, à Nagakute, (en) site web
- Musée d'Art Menard, à Komaki
- Musée d'art Sugimoto, à Mihama, (ja) site web
- Musée mémorial Morimura, à Nagoya (Higashi-ku), (ja) site web
- Nagoya/Boston Museum of Fine Arts, à Nagoya (Naka-ku), (en) site web
- Nagoya City Art Museum, à Nagoya (Naka-ku), (ja) site web
- Nagoya City Tram & Subway Museum, à Nisshin, (ja) site web
- Okazaki City Mindscape Museum, à Okazaki, (ja) site web
- Okazaki World Children's Art Museum, à Okazaki, (ja) Page de présentation sur le site officiel de la mairie d'Okazaki
- Seto Ceramics and Glass Art Center, à Seto, (ja) site web
- Seto City Art Museum, à Seto, (ja) site web
- Shihou Doll Museum, à Takahama, (ja) site web
- The Showa Museum of Art, à Nagoya (Shōwa-ku), (ja) site web
- The Rakushi Art Museum, à Nagoya (Higashi-ku), (ja) Présentation sur le site officiel de la mairie de Nagoya
- Musée d'art Tokugawa, à Nagoya (Higashi-ku)
- The Yamazaki Mazak Museum of Art, à Nagoya (Higashi-ku), (en) site web
- Musée municipal d'Art de Toyota, à Toyota, (en) site web
- Toyota Automobile Museum, à Nagakute
- Toyota Commemorative Museum of Industry and Technology, à Nagoya
- Toyohashi City Museum Art and History, à Toyohashi, (ja) site web
- Tylek & Tylecek Mihama Museum, à Mihama, (ja) site web

## Préfecture d'Akita
- Akarenga-kan (Bâtiment en briques rouges de la ville d'Akita), à Akita, (ja) site web (musée d'art local)
- Akita Integrated Life Cultural Hall ･ Museum, à Akita, (ja) site web
- Akita Museum of Modern Art, à Yokoteshi, (ja) site web
- Akita Senshu Museum of Art, à Akita, (ja) site web
- Masakichi Hirano Museum of Fine Art,Akita, à Semboku, (fr) site web
- Musée d'art d'Akita
- Musée d'art et folklore local de la ville d'Akita (situé dans le bâtiment Neburinagashi-kan), à Akita, (ja) site web
- Musée d'art Ōmura, à Semboku, (ja) site web
- Yokote Masuda Manga Museum, à Yokote

## Préfecture d'Aomori
- Musée d’art d’Aomori, à Aomori, (en) site web
- Hachinohe CAomori Museum of Artity Museum of Art, à Hachinohe, (ja) site web
- Munakata Shiko Memorial Museum of Art, à Aomori, (en) site web
- Musée Nebuta Wa-Rasse, à Aomori, (en) site web
- Towada Art Center, à Towada

## Préfecture de Chiba
- Musée Hoki, à Chiba
- Musée national d'histoire japonaise, à Sakura

## Préfecture d'Ehime
- Musée mémorial Shiki

## Préfecture de Fukui
- Musée préfectoral des dinosaures de Fukui, à Katsuyama
- Musée préfectoral de l'histoire culturelle de Fukui, à Fukui

## Préfecture de Fukuoka
- Musée des arts asiatiques de Fukuoka à Fukuoka
- Musée municipal de Fukuoka
- Musée mémorial Seichō Matsumoto
- Musée national de Kyūshū
- Musée historique de Kyūshū
- Musée d'Art de Fukuoka
- Musée Kubote
- Kyushu Railway History Museum

## Préfecture de Fukushima
- Musée archéologique d'Iwaki
- Musée d'art moderne Morohashi, à Kitashiobara
- Musée de Fukushima

## Préfecture de Gifu
- Musée Nawa d'entomologie
- Musée Enkū
- Musée des beaux-arts de Gifu

## Préfecture de Gunma
- Musée d'Art Ōkawa
- Musée d'Art moderne de Gunma
- Musée départemental d'histoire naturelle de Gunma

## Préfecture de Hiroshima
- Musée d'art contemporain de Hiroshima
- Musée d'art de Hiroshima
- Musée du mémorial de la Paix de Hiroshima
- Musée préfectoral d'art de Hiroshima
- Musée préfectoral d'histoire de Hiroshima
- Musée d'art de la ville d'Onomichi
- Musée Yamato, à Kure
- Numaji Transportation Museum, à Hiroshima

## Préfecture de Hokkaidō
- Musée d'Art Miyanomori
- Musée de la culture aïnoue de Nibutani
- Musée de Shiretoko
- Okhotsk Museum Esashi
- Musée mémorial Yasushi Inoue
- Musée de la Prison d'Abashiri
- Musée de la bière de Sapporo

## Préfecture de Hyōgo
- Musée d'art de la préfecture de Hyōgo
- Musée municipal de Kōbe
- Musée des beaux-arts Hakutsuru
- Musée municipal de littérature de Kōbe
- Musée d'art céramique de la préfecture de Hyōgo, site web
- Kobe City Koiso Memorial Museum of Art, site web
- Himeji City Museum of Art, site web
- Musée Osamu Tezuka
- Musée mémorial Jun'ichirō Tanizaki

## Préfecture d'Ibaraki
- Art Tower Mito, à Mito
- Kasama Nichido Museum of Art, à Mito, (en) site web
- Musée préfectoral d'histoire d'Ibaraki, à Mito
- The Museum of Modern Art, Ibaraki, à Mito, (en) site web

## Préfecture d'Ishikawa
- Musée préfectoral d'art d'Ishikawa
- Musée préfectoral d'histoire d'Ishikawa
- Musée d'Art contemporain du XXIe siècle de Kanazawa

## Préfecture d'Iwate
- Musée d'Art d'Iwate, à Morioka
- Musée mémoriel Kōjin Toneyama, à Kitakami, (ja) page de présentation sur site officiel de la ville de Kitakami
- Musée mémoriel Takamura, à Hanamaki, (ja) page de présentation sur un site touristique pour la préfecture d'Iwate
- Musée Sakurachijin, à Hanamaki, (ja) page de présentation sur un site touristique pour la préfecture d'Iwate

## Préfecture de Kagawa
- The Isamu Noguchi Garden Museum Japan, à Takamatsu, site web
- Nakatsu Banshoen Marugame Museum Of Art, à Marugame, site web
- Marugame Genichiro-Inokuma Museum of Contemporary Art, à Marugame, site web
- Musée de Kagawa
- Musée d'Art de Chichū

## Préfecture de Kagoshima
- Kagoshima City Museum of Art, à Kagoshima, (ja) site web
- Musée de la restauration de Meiji, à Kagoshima
- Kirishima Open-air Museum, à Yūsui, (en) site web

## Préfecture de Kanagawa
- Musée d'Art de Yokohama, à Yokohama
- Musée du Curry de Yokohama, à Yokohama (fermé en mars 2007).
- Musée d'histoire de Yokohama, à Yokohama
- Hara Model Railway Museum, à Yokohama
- Kanazawa Bunko, à Yokohama
- Nippon Maru, à Yokohama
- Musée du rāmen de Shin-Yokohama, à Yokohama
- Musée d'Art Taro Okamoto
- Musée de littérature de Kamakura
- Musée des trésors nationaux de Kamakura
- Musée Pola, à Hakone
- Musée des arts de Yokosuka
- Musée en plein air de Hakone

## Préfecture de Kōchi
- Musée d'Art de Kōchi
- Musée mémorial Sakamoto Ryōma

## Préfecture de Kumamoto
- Musée du volcan Aso
- Musée préfectoral d'art de Kumamoto
- Musée préfectoral de Kumamoto d'anciens tertres funéraires

## Préfecture de Kyoto
- Musée d'art moderne de Kyoto
- Nintendo Museum

## Préfecture de Mie
- Musée de la mer de Toba
- Musée Jingū
- Mie Prefectural Art Museum

## Préfecture de Miyagi
- Musée de la ville de Sendai, à Sendai
- Musée d'histoire de Tōhoku
- Musée du manga Ishinomori

## Préfecture de Miyazaki
- Musée préfectoral d'art de Miyazaki
- Musée préfectoral de la nature et d'histoire de Miyazaki

## Préfecture de Nagano
- Musée municipal de la soie d'Okaya
- Musée mémorial Jōkyō Gimin
- Musée japonais de l'ukiyo-e

## Préfecture de Nagasaki
- Musée mémorial Siebold, à Nagasaki
- Musée littéraire Shūsaku Endō

## Préfecture de Nara
- Musée national de Nara
- Musée de la culture Man'yo
- Musée d'histoire d'Asuka
- Musée mémorial Tomimoto Kenkichi
- Musée d'Art japonais Yamato Bunkakan

## Préfecture d'Ōita
- Art Plaza, à Ōita, (ja) site web
- Ōita City Museum, à Ōita, (ja) site web
- Ōita Prefectural Art Center (Museum & Hall), à Ōita, (ja) site web
- Musée d'histoire de la préfecture d'Ōita

## Préfecture d'Okayama
- Musée des Beaux-Arts Hayashibara
- Musée de l'Orient d'Okayama
- Musée préfectoral d'Okayama
- Musée préfectoral des beaux-arts d'Okayama
- Musée d'Art Ōhara
- Musée d'Art Yumeji

## Préfecture d'Okinawa
- Musée d'histoire de Naha, à Naha
- Musée préfectoral d'Okinawa, à Naha
- Sakima Art Museum, à Ginowan, (ja) site web
- Urasoe Art Museum, à Urasoe, (ja) site web
- Musée de la Paix Himeyuri
- Musée préfectoral mémorial de la paix d'Okinawa

## Préfecture de Saga
- Musée préfectoral de Saga
- Musée préfectoral de Saga du château de Nagoya
- Matsurokan

## Préfecture de Saitama
- Musée préfectoral de Saitama des anciens tumuli funéraires de Sakitama
- Railway Museum

## Préfecture de Shiga
- Musée Miho, à Shigaraki

## Préfecture de Shimane
- Musée d'art de Shimane, à Matsue
- Musée d'art Adachi (Adachi Bijutsukan (足立美術館?), à Yasugi
- Musée d'art Tanabe, à Matsue
- Musée de l'ancien Izumo

## Préfecture de Shizuoka
- Musée préfectoral d'art de Shizuoka, à Shizuoka, site web
- Musée d'Art MOA
- Musée de l'or de Toi, à Toi

## Préfecture de Tochigi
- Musée Bandai (ou musée du jouet), Mibu
- Tochigi Prefectural Museum of Fine Arts, Utsunomiya
- Musée du Cannabis, Nasu

## Préfecture de Tokushima
- Musée préfectoral de Tokushima
- Musée d'Art Ōtsuka

## Préfecture de Tottori
- Musée préfectoral de Tottori
- Centre d'exposition Kamiyodo Hakuhō-no-Oka
- Musée historique de la ville de Tottori
- Musée municipal d'Art de Yonago

## Préfecture de Toyama
- Musée d'Art Moderne de Toyama

## Préfecture de Wakayama
- Musée préfectoral de Wakayama
- Kishū Museum, à Shirahama, (ja) site web
- Kumanokodo Nakahechi Museum, à Tanabe, (ja) site web
- Tanabe City Museum Of Art, à Tanabe, (ja) site web
- The Museum of Modern Art, Wakayama, à Wakayama, (ja) site web

## Préfecture de Yamagata
- Musée photographique Ken Domon
- Musée historique Mogami Yoshiaki
- Musée préfectoral de Yamagata

## Préfecture de Yamaguchi
- Musée préfectoral de Yamaguchi
- Musée préfectoral d'art de Yamaguchi
- Musée archéologique de Shimonoseki

## Préfecture de Yamanashi
- Musée d'Art Kawaguchiko
- Musée des arts photographiques de Kiyosato